# Бурхардинги
Бурхардингите или Хунфридингите (на немски: Burchardinger, Burcharde) са благородническa фамилия, произлизаща от Швабия (Алемания), през 10 век със собственост преди всичко в (Кур)-Реция на Висок Рейн.
Фамилията произлиза от маркграф Хунфрид I († сл. 835) и през 9 век се нарича Хунфридинги. През 807 г. Карл Велики му дава управлението на Истрийската марка и графство Реция (в Швабия). Неговите деца разделят владението – граф Хунфрид II († сл. 846) управлява в Истрия (от 836), а Адалберт I († 8 януари 946) – e граф в Реция и Тургау (от 836). Адалберт II Светлейши († 900/906) e граф на Тургау, Албгау, Хегау.
През 10 век фамилията дава с Бурхард I (909 – 911), Бурхард II (917 – 926) и Бурхард III (954 – 973) трима ранни херцози на Херцогство Швабия.
През 900 г. Бурхардингите пречат да се образува отново Племенно Херцогство Швабия заедно с Ахалолфингите или Бертолдингите и епископ Саломон III от Констанц, който не искал херцог между себе си и краля Конрад I. Първият херцог на Швабия Бурхард I е екзекузиран на 5 ноември 911 г.
От Бурхардингите произлизат вероятно Хоенцолерните, които имат за прародител Бурхард I от Цолерн († 1061).